# Cleomenes rufofemoratus
Cleomenes rufofemoratus là một loài bọ cánh cứng trong họ Cerambycidae.